# رمانتیک روریتانیا

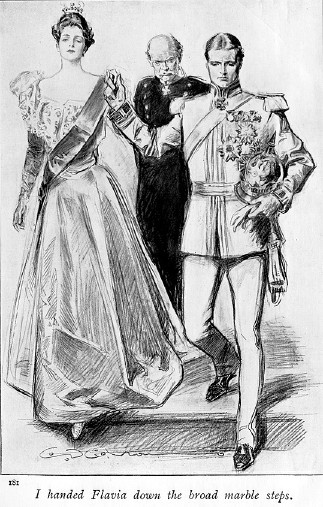
پوستر فیلم زندانی زندا اثر آنتونی هوپ.

رمانتیک روریتانیا (به انگلیسی: Ruritanian romance) ژانری از ادبیات، فیلم و تئاتر است که برآمده از رمان‌ها، داستان‌ها، نمایشنامه‌ها و فیلم‌هایی است که در یک کشور خیالی، در اروپای مرکزی یا شرقی، مانند «روریتانیا» که نام این ژانر است، می‌گذرد.
چنین داستان‌هایی معمولاً داستان‌های ماجراجویانه، رمانتیک‌جوانمردانه و دسیسه‌ای حول محور طبقات حاکم (اشراف و سلطنت) هستند. البته در جاهایی مانند رمان ساورولا: داستانی از انقلاب در لورانیا اثر وینستون چرچیل، نمونه‌ای معمولی و غیراشرافی از این ژانر دیده می‌شود که مربوط به انقلابی برای احیای حکومت پارلمانی در کشور جمهوری‌خواه لورانیا است. مضامین شرافت، وفاداری و عشق در این گونه غالب است و آثار غالباً احیای حکومت مشروع را پس از یک دوره غصب یا دیکتاتوری نشان می‌دهند.

## تاریخچه
نگارش داستان‌های رمانتیک دربارهٔ سلطنت یک پادشاهی خیالی رایج بود؛ مانند شاهزاده اتو (۱۸۸۵) اثر رابرت لوئی استیونسن. اما محبوبیت فیلم «زندانی زندا» (۱۸۹۴) اثر آنتونی هوپ، که در آن با سیاستی زیبا پادشاه به تاج و تخت بازگردانده شد، منجر به انبوهی از داستان‌های عامه‌پسند مشابه، مانند جورج بار شد و این نوع از ژانر شکل گرفت. رمان‌های دیگری مانند گراستارک از مک‌کاچون (۱۹۲۷–۱۹۰۱) و شاهزاده گمشده از فرانسیس هاجسون برنت (۱۹۱۵) و پادشاه دیوانه لوتا اثر ادگار رایس بارو (۱۹۱۴) نیز به شکل‌گیری این ژانر کمک کردند. در ادبیات کودکان، در عصای پادشاه اوتوکار از سری کمیک ماجراهای تن‌تن (۱۹۳۹–۱۹۳۸) از رمانتیک واقعی اجتناب شد، و ماجرایی روایت شد دربارهٔ خنثی کردن توطئه خلع پادشاه سیلداویا. منتقد ادبی جان ساترلند می‌گوید اریک امبلر با رمان خود با نام تابوتی برای دیمیتریوس در سال ۱۹۳۹، رمانتیک روریتانیا را به «بالاترین سطح خود» رساند. یک اثر دیگر در زمینه موضوعات روریتانی اولین رمان امبلر، مرز تاریک (۱۹۳۶) بود که در کشور خیالی بالکان ایکسانیا اتفاق می‌افتاد. رمان رویال فلش جورج مک‌دونالد فریزر در سال ۱۹۷۰ و فیلمی با همین نام که در سال ۱۹۷۵ ساخته شد داستانی است که در دوک‌نشین خیالی استراکنز می‌گذرد و بسیاری از عناصر کتاب آنتونی هوپ را به عاریت گرفته‌است. هری فلشمن، قهرمان داستان فریزر ادعا می‌کند که هوپ تشابه‌های داستان را سرقت کرده‌است.
این ژانر بعدتر مورد تمسخر قرار گرفت. مرد و اسلحه جرج برنارد شاو (۱۸۹۴) بسیاری از عناصر آن را تقلید کرد. دوروتی سایرز در لاشه‌اش را داشته باش (۱۹۳۲) قتل مردی را نشان می‌دهد که با خواندن زیاد داستان‌های رمانتیک روریتانی اعتقاد احمقانه‌ای به اصل و نسب سلطنتی‌اش پیدا کرده‌است، توسط قاتلانش فریب می‌خورد. فیلم سوپ اردک (۱۹۳۳) از برادران مارکس در یک فریدونیای (کشور تخیلی) ورشکسته می‌گذرد. الیور هفتم اثر آنتال سرب (۱۹۴۳) پادشاهی از یک دولت خیالی اروپای مرکزی را نشان می‌دهد که علیه خود کودتا طراحی می‌کند و سپس به ونیز می‌گریزد تا زندگی به‌عنوان یک فرد عادی را تجربه کند. به همین ترتیب، یک سلطان در نیویورک اثر چارلی چاپلین (۱۹۵۷) با شاه ایگور شروع می‌شود که توسط یک انقلاب در کشوری از اروپای شرقی خود استرویا سرنگون می‌شود و به نیویورک می‌آید تا در تبعید زندگی کند. در طنز موشی که غرش کرد (۱۹۵۵)، دوک‌نشین گراند فنویک تلاش می‌کند با اعلام جنگ علیه ایالات متحده برای جلب کمک آمریکا، از ورشکستگی جلوگیری کند. در آتش کم‌فروغ از ولادیمیر نابوکوف (۱۹۶۲)، راوی اصلی این توهم را دارد که پادشاه ناشناس یک سرزمین شمالی دور است که از یک انقلاب تحت حمایت شوروی فرار کرده‌است. در فیلم کمیک مسابقه بزرگ (۱۹۶۵)، راننده رالی پروفسور فیت (با بازی جک لمون) دوبلور ولیعهد پادشاهی کوچک کارپانیا است.
محبوبیت این ژانر پس از نیمه اول قرن بیستم کاهش یافت. جدای از تغییر ذائقه ادبی، عناصر سلطنت‌طلب رمانتیک‌های روریتانیا کم‌فروغ شدند زیرا بسیاری از پادشاهی‌های اروپایی از حافظه جمعی کنار رفتند.
بسیاری از عناصر این ژانر به دنیای فانتزی منتقل شده‌اند، به‌ویژه عناصر فانتزی رفتارها (زیرشاخه‌ای از ادبیات فانتزی است که ماهیت کمدی رفتارها را نیز دارد) و تاریخ جایگزین. نویسنده داستان‌های علمی تخیلی آندره نورتون اولین بار با رمان روریتانیایی شاهزاده فرمان می‌دهد (۱۹۳۴) به موفقیت دست یافت. اگرچه روریتانیا در ابتدا به یک کشور معاصر اشاره داشت، این ایده برای استفاده در داستان‌های تاریخی نیز اقتباس شده‌است. یکی از زیرژانرهای آن داستان رمانتیک تاریخی است، مانند اغوای سلطنتی و دنباله آن عشق سلطنتی اثر جنیفر بلیک. هر دو در قرن نوزدهم اتفاق می‌افتند و شاهزاده رولف (که بعدتر پادشاه شد) و پسرش شاهزاده رودریک، از کشور خیالی روتنیا در بالکان را نشان می‌دهند. (روتنیا یک نام جغرافیایی واقعی است که در منطقه‌ای از اروپای شرقی، در شمال شبه‌جزیره بالکان، در کوه‌های کارپات قرار دارد، اما کشور مستقلی نیست)

## نمونه‌هایی از رمانتیک روریتانیا
مارول کامیکس شخصیت دکتر دووم، پادشاه مطلق لاتوریا در بالکان را خلق کرد که عناصر قابل تشخیص یک پادشاه روریتانیایی را با یک ابرشرور کمیک قدرتمند ترکیب می‌کند.
هتل بزرگ بوداپست، فیلمی کمدی محصول سال ۲۰۱۴ به نویسندگی و کارگردانی وس اندرسن، در کشور خیالی زوبروکا، یک ایالت کوهستانی اروپای مرکزی که در حال وقوع جنگ است، می‌گذرد.
اورسولا لو گویین تعدادی داستان کوتاه و یک رمان را در سرزمین ساختگی اروپای شرقی «اورسینیا»، که به‌طور همزمان روریتانیایی و طبیعت‌گرایانه شناخته شده‌است، نوشته‌است.
فیلم انیمیشن قلعه کاگلیوسترو ساخنه هایائو میازاکی در کشور خیالی گاگلیوسترو با الهام از ریورا و موناکو می‌گذرد.